# Ionuț (personaj)
Ionuț este un personaj care apare frecvent în benzile desenate și în desenele animate, personificând micul spectator și trecând prin diferite peripeții alături de motanul Pusy și buldogul Manole.

## Filmografie
- Peripețiile lui Ionuț (serial)
- Vreau să știu

Aventurile lui Ionut: este o serie de desene animate, de aventuri cu acest personaj Ionut, un băiat blond de statură mică, care de obicei este implicat în situații cu Pusy motanul și câinele Bulldog Manole. cele doua personaje întotdeauna se luptă, în general pentru că motanul face fapte rele sau refuză să se conformeze cu acest lucru, etc. Caracterele nu vorbesc, dar este totul prin gesturi și sunete, ceea ce face o serie de adaptare ușor pentru o audiență globală.

## Personaje din aceeași serie
- Buldogul Manole
- Motanul Pusy